# Liberdade (San Paolo)
Liberdade (giapponese: リベルダーデ) è uno dei 96 distretti di San Paolo, in Brasile; fa parte della subprefettura di Sé. È sede della più grande comunità giapponese fuori dal Giappone.